# Principessa Jolanda
La Principessa Jolanda è stata una nave del Lloyd Italiano nota per il naufragio durante il varo al Cantiere navale di Riva Trigoso, il 22 settembre del 1907.

## Storia
In anni in cui l'emigrazione era un fenomeno in crescente aumento, l'industria navale italiana si trovò a dover soddisfare una considerevole domanda di nuove navi che fossero all'altezza della concorrenza nordeuropea.
Nel 1904 il cantiere navale Riva Trigoso, su commissione del Lloyd Italiano, prese dunque parte ad un grande progetto di investimento che comprendeva la realizzazione di una coppia di transatlantici gemelli destinati alle remunerative rotte verso le Americhe: il Principessa Jolanda e il suo gemello Principessa Mafalda. Le due navi, caratterizzate dall'allestimento di gran lusso avrebbero contribuito ad aumentare il prestigio della flotta nazionale, divenendo le più grandi navi sino ad allora costruite per una compagnia italiana.
Il piroscafo fu dotato in anticipo dei lussuosissimi interni, così da poter partire per il viaggio inaugurale il più presto possibile. Le settimane precedenti al varo era stata realizzata inoltre una massiccia campagna pubblicitaria che esaltava l'alta qualità della nave.

## Il naufragio
Ultimato per primo, il Principessa Jolanda venne inaugurato il 22 settembre 1907 ma naufragò a pochi minuti dal varo di fronte ai cantieri Riva Trigoso, con grande sgomento della folla e delle autorità riunitisi per il festoso evento. A un centinaio di metri dai cantieri la nave iniziò ad inclinarsi irrimediabilmente a babordo e pochi minuti dopo la nave si inabissò sul fondo marino; si riuscì a recuperarne solamente alcune parti, mentre tutto il resto andò perduto per sempre.
Sulle cause del naufragio si sono avanzate diverse ipotesi, come l'accertato cedimento dell'avanscalo, la zavorra non proporzionata, o i grandi finestroni laterali non ancora montati. L'anno seguente fu varata fra mille apprensioni il Principessa Mafalda, il cui varo fu più fortunato; tuttavia essa si sarebbe successivamente inabissata nel 1927 al largo della costa del Brasile.